# 道の駅むらやま

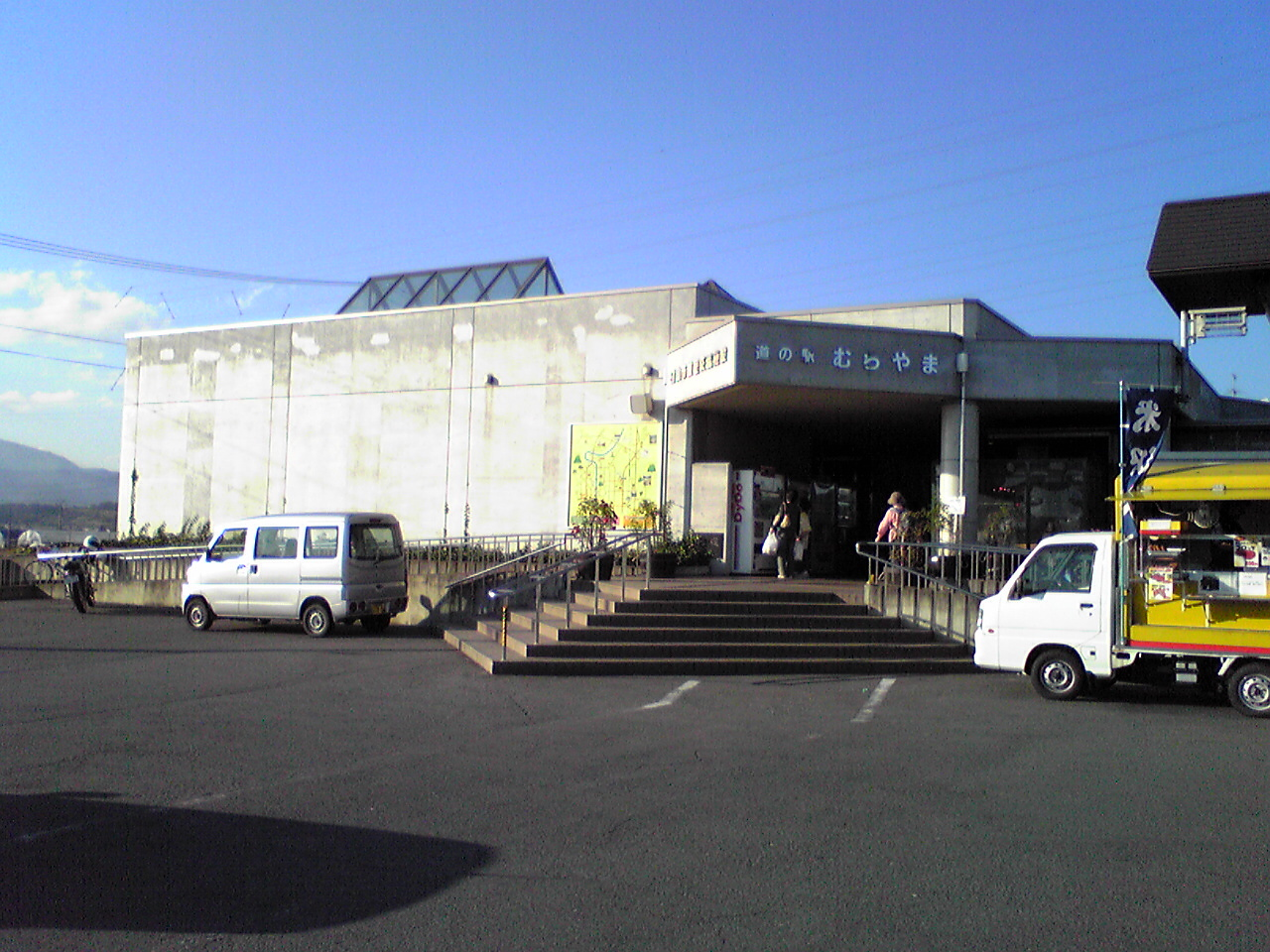
施設入り口

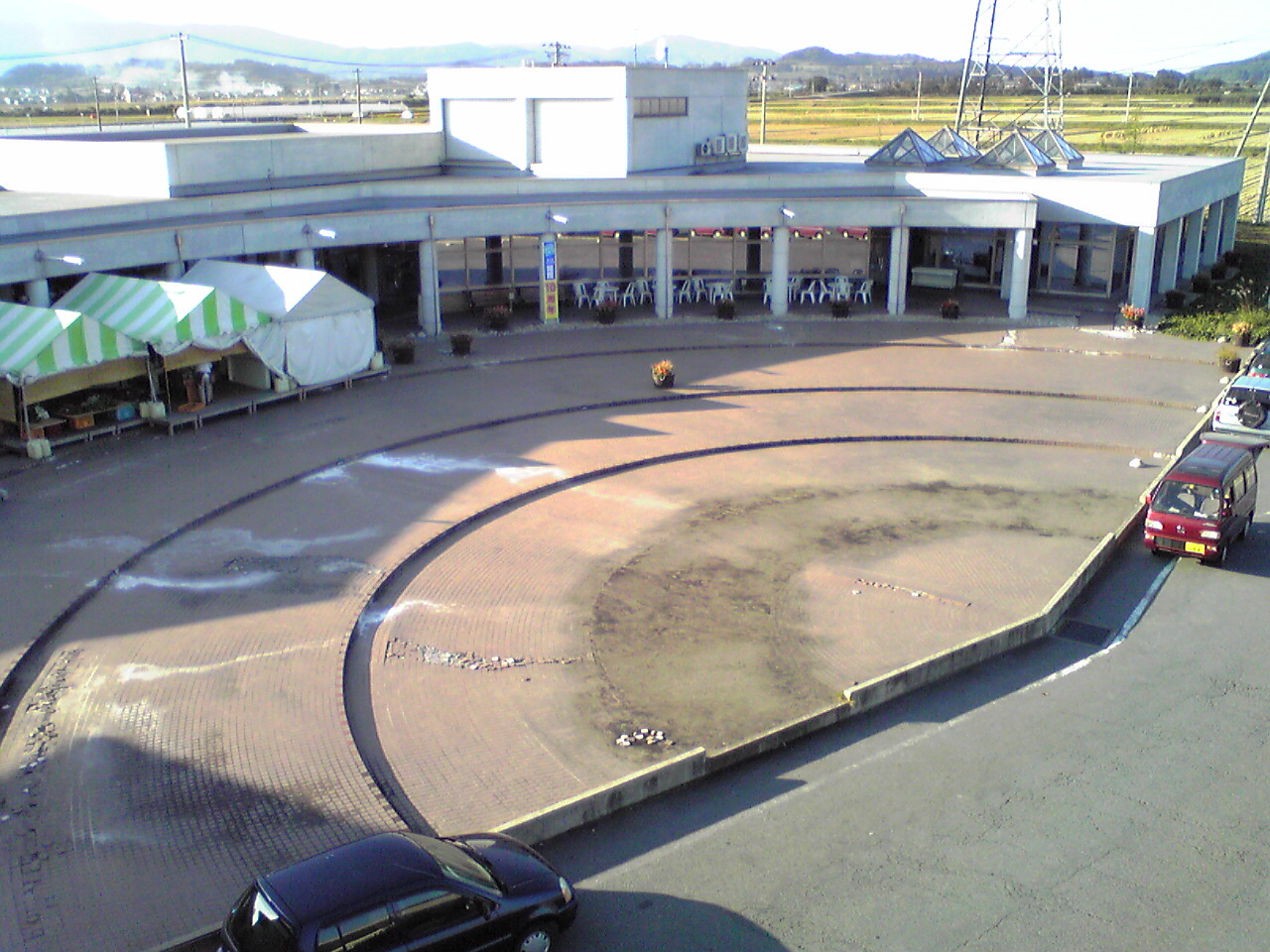
交流広場

道の駅むらやま（みちのえき むらやま）は、山形県村山市にある国道13号の道の駅である。愛称は村山市故里交流施設。

## 施設
中央分離帯を擁する片側2車線の道路の下り線（北行）側に施設がある。駐車場は上下線それぞれに設置され、売店と上り線駐車場とを結ぶ歩道橋が設置されている。
- 駐車場
  - 普通車：129台
  - 大型車：28台
  - 身障者用：4台
- トイレ （いずれも24時間利用可能）
  - 男：大 5器、小 19器
  - 女：18器
  - 身障者用：4器
- 公衆電話：2台
- 情報発信コーナー（7:00 - 20:00 ※ 冬季は19:00まで）
- 売店
- レストラン（7:00-19:30 ※冬季は、18:30まで）
- ファーストフードコーナー（10:00 - 19:30 ※冬季は、18:30まで）
- 交流広場
- 東エリア店舗（まもなく[いつ?]撤去予定）
  - ファーストフード
  - 売店
  - 農産物直売所

## 休館日
- 無休

## アクセス
- 国道13号
- 山形県道381号村山大石田線
  - 山形県道25号寒河江村山線
- 東北中央自動車道村山インターチェンジ

## 周辺
- 村山警察署
- 村山市役所
- 最上川三難所舟下り
- 碁点温泉「クアハウス碁点」
- 最上徳内記念館
- 東沢バラ公園（6月上旬 - 7月上旬：バラ祭り、9月中旬 - 下旬頃：秋のバラ祭り）
- 最上川美術館
- 林崎居合神社
- じゅんさい沼（※6月末 - 8月の夏期限定）